# شيلوه فرنانديز
شيلوه فرنانديز (بالإنجليزية: Shiloh Fernandez)‏ مواليد 26 فبراير 1985 في وكياه، الولايات المتحدة، هو ممثل أمريكي بدأ مسيرته الفنية سنة 2005.

## الأعمال

### أفلام
- ذات الرداء الأحمر (2011) (بدور: بيتر)
- شرق (2013) (بدور: لوكا)
- الشر المميت (2013) (بدور: ديفيد ألين)
- عصفورة بيضاء في عاصفة ثلجية (2014) (بدور: فيل)
- نحن أصدقاؤك (2015) (بدور: أولي)

### مسلسلات
- كولد كيس
- جيريكو
- دريك أند جوش
- سي اس آي: نيويورك
- فتاة النميمة
- القانون والنظام: الوحدة الخاصة للضحايا
- غجر

## روابط خارجية
- شيلوه فرنانديز على موقع IMDb (الإنجليزية)
- شيلوه فرنانديز على موقع روتن توميتوز (الإنجليزية)
- شيلوه فرنانديز على موقع ألو سيني (الفرنسية)
- شيلوه فرنانديز على موقع أول موفي (الإنجليزية)
- شيلوه فرنانديز على موقع بوكس أوفيس موجو (الإنجليزية)
- شيلوه فرنانديز على موقع قاعدة بيانات الأفلام السويدية (السويدية)
- شيلوه فرنانديز على موقع قاعدة بيانات الفيلم (الإنجليزية)
- شيلوه فرنانديز على موقع كينوبويسك (الروسية)